# Petehi
Petehi is een plaats in de gemeente Barban in de Kroatische provincie Istrië. De plaats telt 105 inwoners (2001).